# Пам'ятна військова медаль (Угорщина)
Угорська пам'ятна медаль для ветеранів війни (угор. Magyar Háborús Emlékérem) — нагорода, заснована 26 травня 1929 року регентом Міклошем Горті для фронтовиків Першої світової війни і цивільних, які працювали в інтересах армії або турбувались про поранених і військовополонених.

## Опис
Кругла медаль, виготовлена з томпака. Діаметр — 31 мм.
На аверсі зображені великий герб Угорщини і корона Святого Іштвана. Праворуч від герба — дубова гілка, ліворуч — лаврова гілка з кількома ягодами. На медалі з мечами (для фронтовиків) під гербом зображені схрещені мечі.
На реверсі в центрі зображені роки війни 1914—1918, вгорі півколом зображене гасло "PRO DEO ET PATRIA" (укр. "Для Бога і Вітчизни"), внизу півколом зображені зв'язані пальмові гілки. На медалі для фронтовиків над роками зображена німецька сталева каска.
Стрічка медалі з мечами з кожного краю має білу та червону зміги шириною 5 мм кожна, посередині — широка зелено-біла смуга.
Стрічка медалі без мечів має 4 білих смуги шириною 3 мм, 2 червоних шириною 5 мм і 2 зелених шириною 5 мм.

## Умови нагородження
Медаллю з мечами нагороджували фронтовиків, які брали участь в боях Першої сітової війни.
Медаллю без мечів нагороджували цивільних:
- які турбувались про поранених, хворих і військовополонених;
- вдів і сиріт війни;
- які під час війни (до 30 жовтня 1918 року) перебував на державній службі або службі, евівалентній військовій, яка сприяла інтересам збройних сил (адміністрація, пошта, телеграфна служба, залізниця, судноплавство, військова промисловість тощо).

Медаль носили на лівій стороні грудей, на складеній трикутником стрічці.

## Галерея

Планка медалі без мечів.
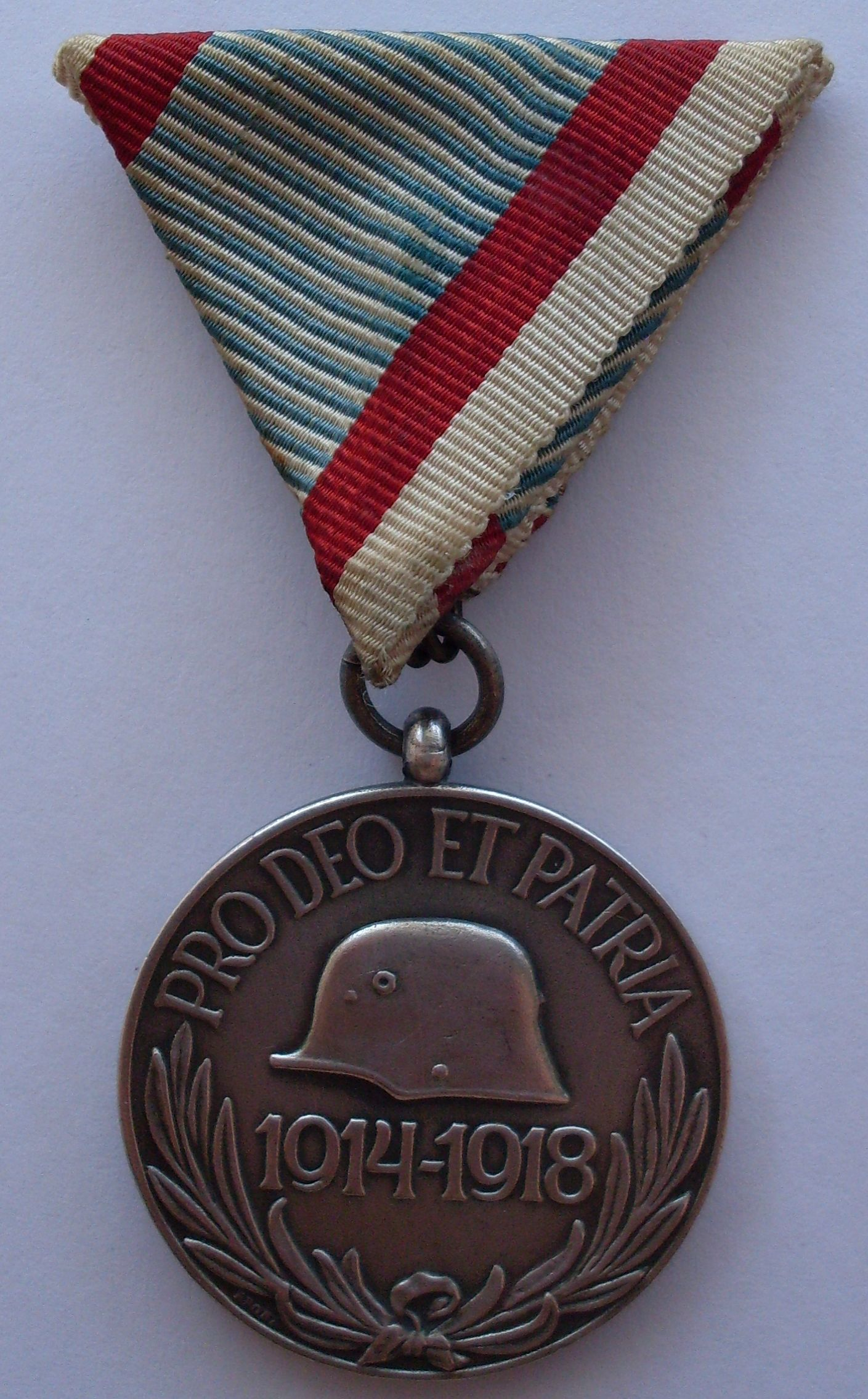
Реверс медалі з мечами
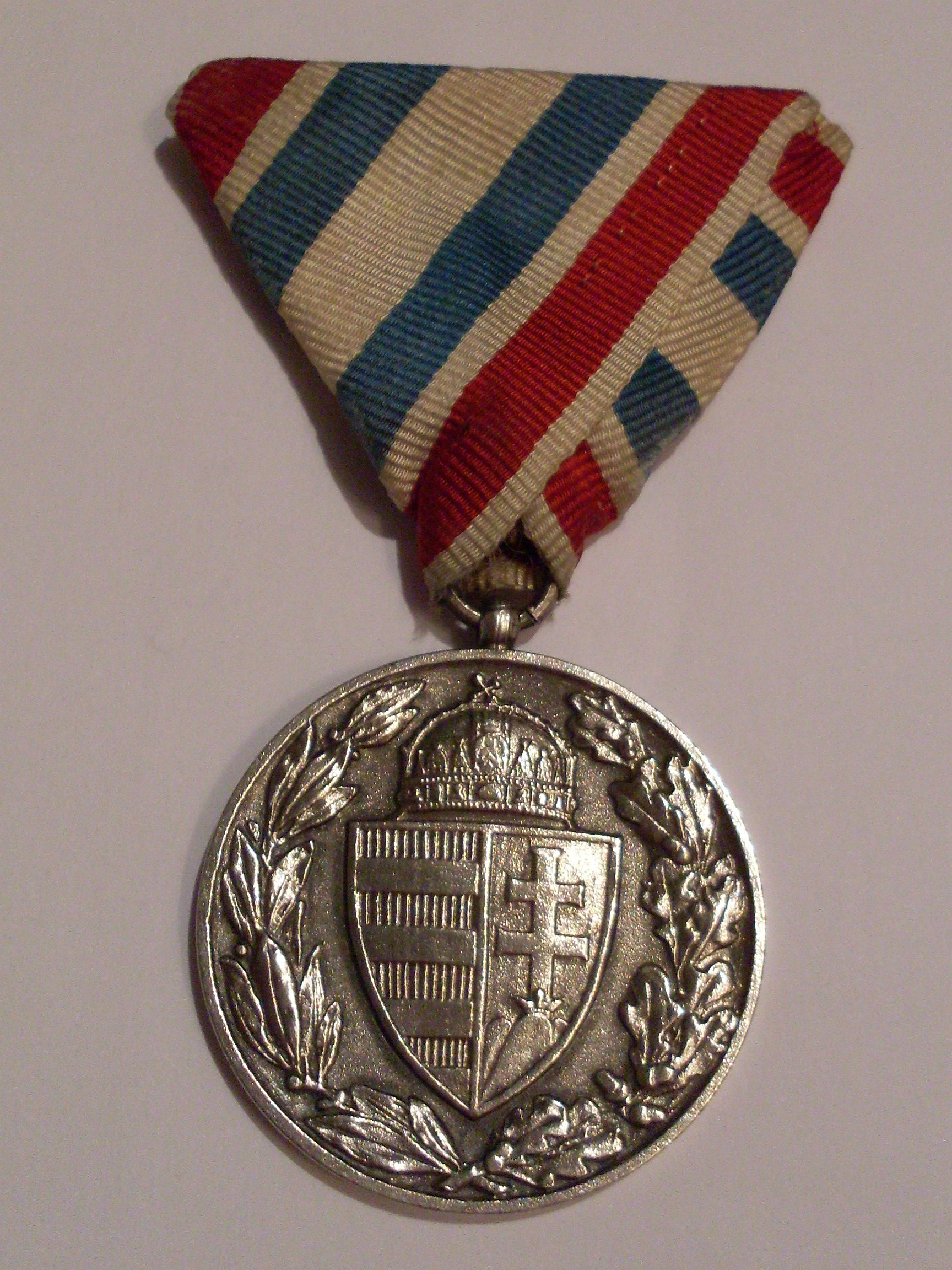
Аверс медалі без мечів
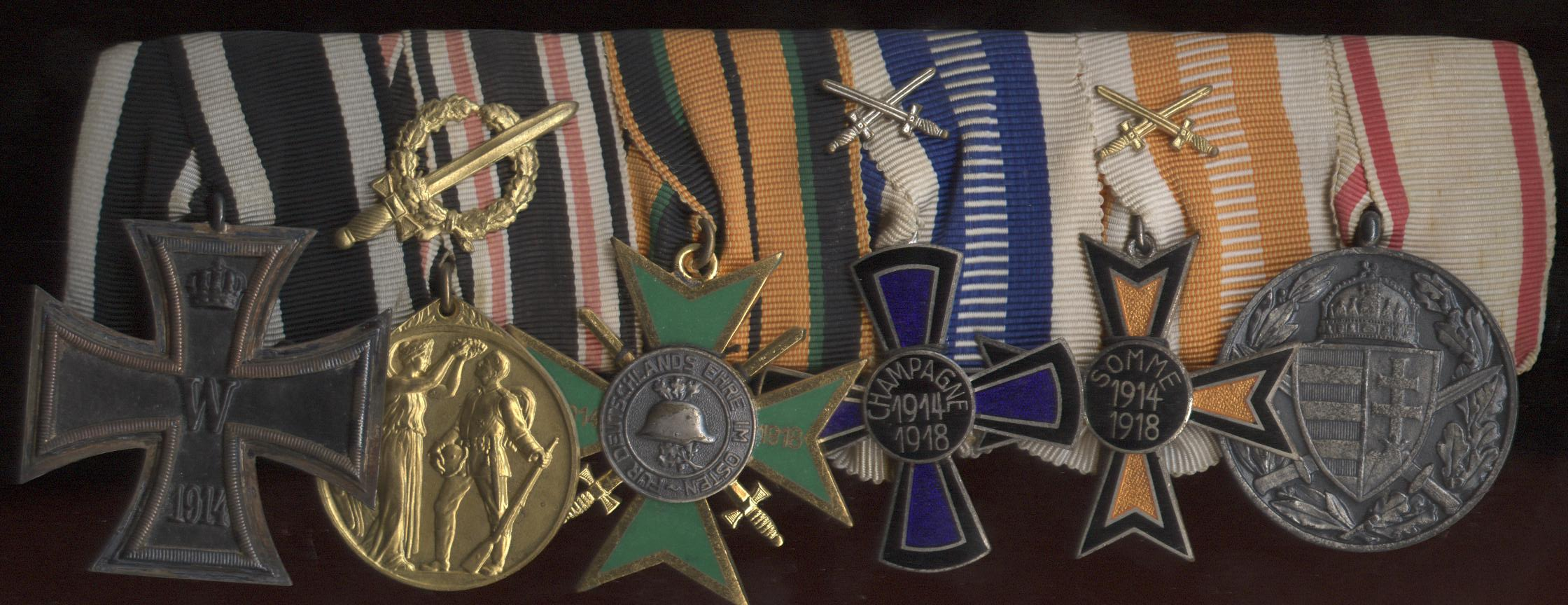
Пам'ятна військова медаль (крайня праворуч) на орденській колодці німецького ветерана Першої світової війни.
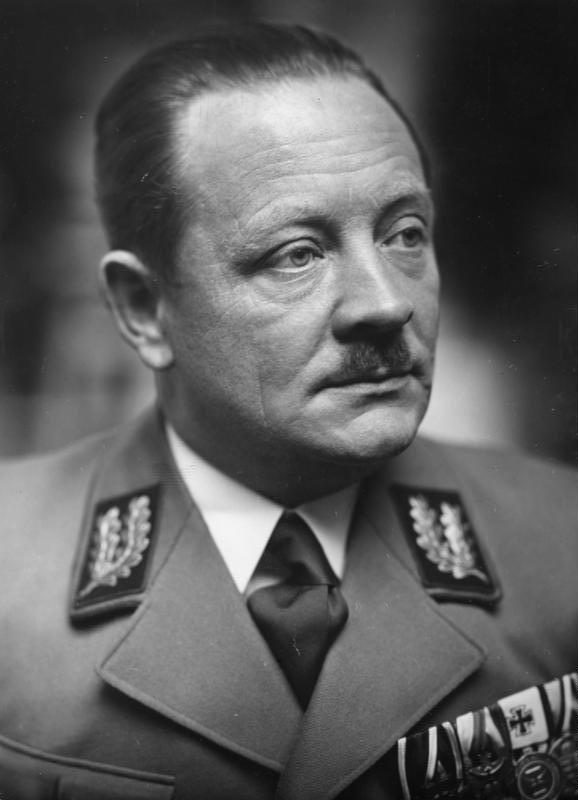
Гауляйтер Східної Пруссії Еріх Кох. На грудях помітна Пам'ятна військова медаль (крайня праворуч).